# Сабляк-Село
45°14′ пн. ш. 15°13′ сх. д. / 45.23° пн. ш. 15.22° сх. д.
Сабляк-Село (хорв. Sabljak Selo) — населений пункт у Хорватії, в Карловацькій жупанії у складі міста Огулин.

## Населення
Населення за даними перепису 2011 року становило 254 осіб.
Динаміка чисельності населення поселення: